# Crazy Taxi 3: High Roller
Pour les articles homonymes, voir High Roller.
Crazy Taxi 3: High Roller est un jeu vidéo développé par Hitmaker sorti en arcade sur Chihiro, puis par la suite édité en 2003 sur Xbox et PC par Empire Interactive.

## Système de jeu
Crazy Taxi 3: High Roller propose d'incarner un chauffeur de taxi. Le but principal est d'amener le plus vite possible les clients là où ils souhaitent se rendre pour gagner de l'argent et du temps, et ainsi continuer plus longtemps. Pour cela il faudra se faufiler à travers la circulation, effectuer des « sauts » avec le taxi et prendre des risques de sorte que le pourboire donné par le client soit plus important.

### Modes de jeu
Le jeu possède 2 modes de jeux distincts, un mode arcade ou le joueur doit remplir son rôle de chauffeur de taxi et un mode crazy x proposant une série de mini-jeux au volant d'un taxi.
La partie arcade se divise en 3 villes : West Coast, Glitter Oasis et Small Apple, le joueur a alors le choix entre 4 possibilités :
- conduire selon les règles de la borne arcade : le joueur reçoit un bonus de temps à chaque client amené à destination, lorsque le temps est écoulé, la partie se termine.
- conduire 3 minutes sans bonus de temps.
- conduire 5 minutes sans bonus de temps.
- conduire 10 minutes sans bonus de temps.

Lorsque la partie se termine, le joueur reçoit une note (class) en fonction de ses performances et de ses gains (crazy, awesome, S, A, B, C, D, E ou no license).

### Contrôles
Le jeu venant d'une borne arcade, les contrôles nécessaires sont réduits, outre les touches de direction et d'accélération, il y a une marche avant, une marche arrière et un bouton saut.
En combinant les touches il est possible de réaliser des actions de pilotages assez complexes, chacun ayant un nom : crazy dash, crazy back dash, crazy stop, limit cut, crazy hop, crazy hop dash, jump stop, crazy drift, quick turn, drift cancel, drift hop ou encore crazy back drift.
- Note : lors d'un crazy dash, des flammes jaunes apparaissent derrière le véhicule, et lors d'un limit cut, les flammes deviennent vertes.